# WSA World Series
Les WSA World Series sont une série de tournois organisés par l'Association internationale des joueuses de squash (WSA). Les tournois World Series sont les tournois les plus prestigieux du circuit masculin, tels que le championnat du monde le British Open ou encore l'US Open. À la fin de la saison, les huit meilleures joueuses du monde s'affrontent à l'occasion des World Series Finals (similaire aux Masters de tennis féminin).

## Compétitions
Voici la liste des compétitions qui ont été, au moins une saison, un tournoi WSA World Series (tournois actuel en vert) :
| Tournois              | Pays            | Lieu (le dernier) | Lieu notable                    | Début |
| --------------------- | --------------- | ----------------- | ------------------------------- | ----- |
| Championnats du monde | /               | /                 | /                               | 1976  |
| British Open          | Grande-Bretagne | Hull              | Sports Arena                    | 1922  |
| US Open               | États-Unis      | Philadelphie      | Daskalakis Athletic Center (en) | 2010  |
| Malaysian Open        | Malaisie        | Kuala Lumpur      | Nu Sentral Mall                 | 1975  |
| Hong Kong Open        | Hong Kong       | Hong Kong         | Tsim Sha Tsui                   | 2001  |
| Open de Kuala Lumpur  | Malaisie        | Kuala Lumpur      | Berjaya Times Square            | 2002  |
| Qatar Classic         | Qatar           | Doha              | Aspire Academy Squash Complex   | 2001  |
| Open des îles Caïmans | Îles Caïmans    | Grand Cayman      | /                               | 2009  |
| Open d'Australie      | Australie       | Canberra          | National Convention Centre      | 1979  |

## Points WSA World Series
Les tournois WSA World Series ont un classement à part, différent du classement mondial. Les points sont ajoutés après chaque tournoi et sont répartis ainsi :
| Tournoi      | Tournoi      | Tournoi    | Points    | Points    | Points | Points | Points | Points |
| ------------ | ------------ | ---------- | --------- | --------- | ------ | ------ | ------ | ------ |
| Rang         | Dotation US$ | Points     | Vainqueur | Finaliste | 3/4    | 5/8    | 9/16   | 17/32  |
| World Series | 70,000 $+    | 625 points | 100       | 65        | 40     | 25     | 15     | 10     |

## Palmarès
| Année   | Champion           | Finaliste          | Score              |
| ------- | ------------------ | ------------------ | ------------------ |
| 2014/15 | Pas de compétition | Pas de compétition | Pas de compétition |
| 2013/14 | Pas de compétition | Pas de compétition | Pas de compétition |
| 2012/13 | Nicol David        | Laura Massaro      | 11-3, 11-2, 11-9   |
| 2011/12 | Nicol David        | Madeline Perry     | 11-9, 11-9, 11-9   |